# 神盾鯨屬
神盾鯨屬為已滅絕的原鯨，化石發現於埃及，包含了部分顱骨與顱後骨架。神盾鯨生存於3,500萬年前的始新世晚期，為目前已知生存年代最晚的原鯨，化石最早發現於2007年的鯨魚谷格漢南組，包含了幾乎完整的全身骨架及另一個較不完整的遺骸樣本。2019年，菲利普·迪安·金格里奇將這些化石樣本歸納至獨立的屬與種，並命名為神盾鯨

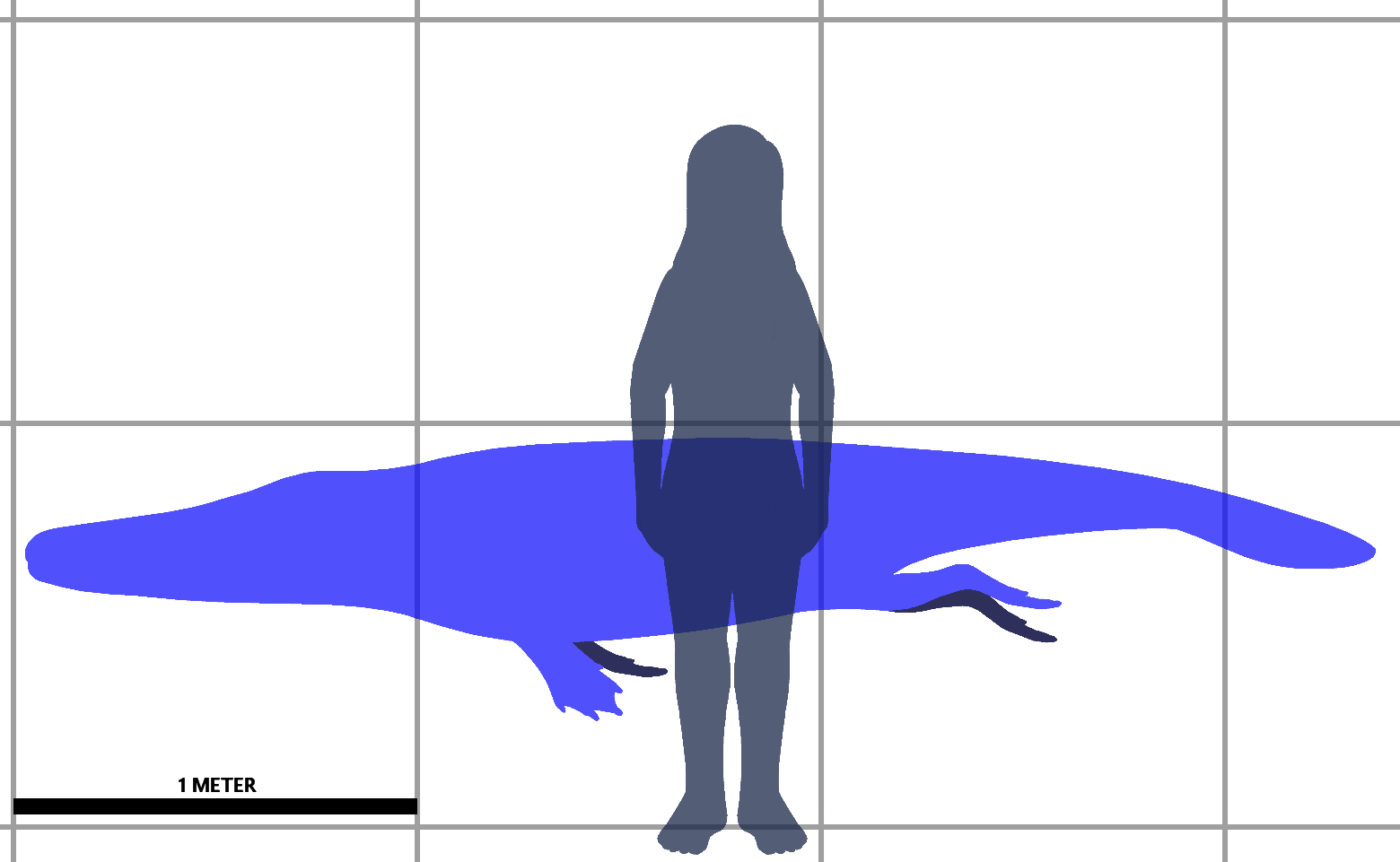
神盾鯨與人類的體型比較

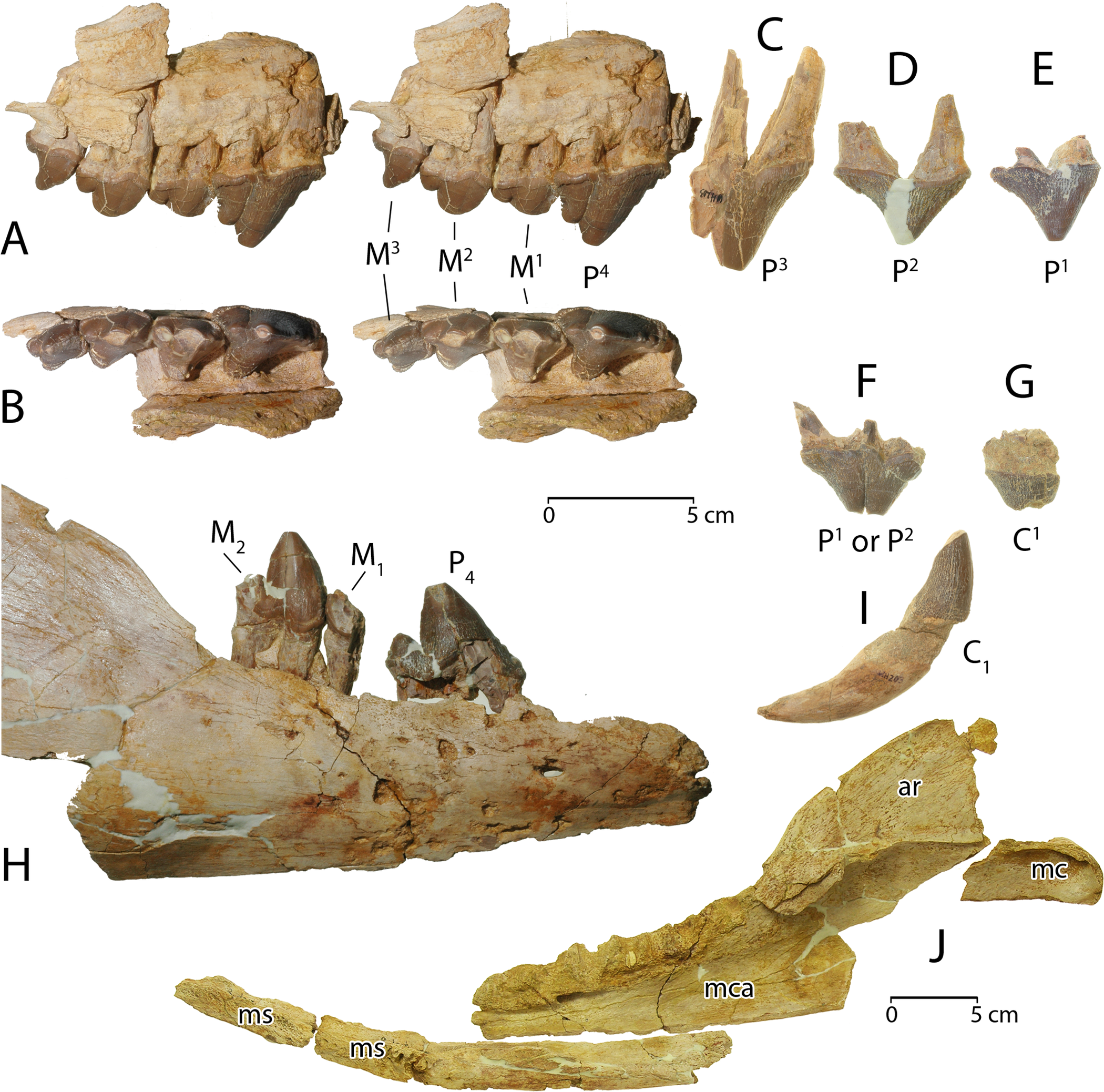
神盾鯨牙齒化石

神盾鯨為介於兩種游泳形式之間的過渡物種，從後肢推進的游泳形式逐漸轉為仰賴尾巴推進。不同於旅鯨，神盾鯨不具有絞接的薦髂關節，後肢長度也明顯較羅德侯鯨短，這意味著神盾鯨在陸地行動的能力較弱，於水中也較不仰賴後肢游泳推進。